# Sasza Czorny
Sasza Czorny (właśc. Aleksander Michajłowicz Glikberg, ros. Александр Михайлович Гликберг; ur. 19 września?/1 października 1880 w Odessie, zm. 5 sierpnia 1932 w Lavandou) – rosyjski poeta i satyryk, autor utworów dla dzieci.
Od 1920 roku na emigracji w Niemczech i Francji, współpracownik licznych rosyjskich czasopism satyrycznych, gdzie uprawiał satyrę polityczną i społeczno-obyczajową. Ogłaszał wiersze w zbiorach Raznyje motiwy (1906), Satiry (1910), Satiry i lirika (1913), opowiadania i pamflety, w których, posługując się groteską, ironią i persyflażem, piętnował m.in. Marazm i zmieszczanienie inteligencji rosyjskiej. Cechujące twórczość Czornego połączenie ekspresji satyrycznej z liryzmem oraz tendencje antyestetyczne (m.in. wprowadzanie mowy potocznej, częste prozaizmy i trywializmy) wywarły znaczny wpływ na kształtowanie się stylu wczesnych utworów Władimira Majakowskiego. Znaczna część dorobku Czornego obejmuje, uznaną za mistrzowską, poezję i prozę dla dzieci skonstruowaną z elementów poetyckiej fantazji, m.in. tomik żartobliwych wierszy Wyspa dzieci (1921, wyd. pol. 1967), opowiadania Rasskazy dla dietiej (tom 1, wyd. pośmiertne 1933), sztuka Wozwraszczenije Robinzona (1922). Do osobnego nurtu należą przeniknięte nostalgią utwory o tematyce emigracyjnej, zawierające reminiscencje z idealizowanego życia Rosji, m.in. poematy Żażda (1923), Komu w emigracyi żyt' choroszo (powstał w latach 1931-1932). W ostatnich latach życia Czorny pisał również opowiadania humorystyczne (zbiór Niesier'joznyje rasskazy 1928) i baśnie żołnierskie (tom Sołdatskije skazki, wydanie pośmiertne 1933). Tworzył także przekłady utworów Heinricha Heinego, Franza Grillparzera, Knuta Hamsuna.